# Engholmkirken
Engholmkirken er en kirke i Engholm Sogn, Allerød Kommune. Kirken er opført i 1994. Den har et fritstående klokketårn, hvori der forneden er indrettet kapel.

## Eksterne kilder og henvisninger
- Engholmkirken Arkiveret 19. september 2015 hos  Wayback Machine hos KortTilKirken.dk